# (3162) Nostalgia
(3162) Nostalgia (1980 YH) – planetoida z pasa głównego asteroid okrążająca Słońce w ciągu 5,61 lat w średniej odległości 3,16 au. Odkryta 16 grudnia 1980.